# Скоморох
Скоморо́хи (скомрахи, глумцы, гусельники, игрецы, плясцы, весёлые люди; др.-рус. скоморохъ; церк.-слав. скомра́хъ) — в восточнославянской традиции участники праздничных театрализованных обрядов и игр, музыканты, исполнители песен и танцев фривольного (иногда глумливого и кощунственного) содержания, обычно ряженые (маски, травести). Практиковали обрядовые формы «антиповедения».
Согласно словарю В. Даля, скоморох — «музыкант, дудочник, сопельщик, гудочник, волынщик, гусляр; промышляющий этим, и пляской, песнями, шутками, фокусами; потешник, ломака, гаер, шут; зап. медвежатник; комедиант, актёр и пр.».
Известны с XI века. Особую популярность получили в XV—XVII веках. Подвергались гонениям со стороны церковных и гражданских властей.

## Этимология
Точного объяснения этимологии слова «скоморох» нет. Существует версия происхождения этого слова: «скоморох» — переоформление греч. *σκώμμαρχος ‘мастер шутки’, восстанавливаемого из сложения σκῶμμα ‘шутка, насмешка’ и άρχος ‘начальник, вождь’. Возможна также связь с именем комедийного персонажа Скарамуш.

## Возникновение, расцвет и упадок
Скоморохи возникли не позже середины XI века, об этом мы можем судить по фрескам Софийского собора в Киеве, 1037 год. Кожаные маски скоморохов XII—XIV веков известны по археологическим находкам из Новгорода и Владимира. Расцвет скоморошества пришёлся на XV—XVII века. В XVIII веке скоморохи стали постепенно исчезать под давлением царя и церкви, оставив в наследство балаганам и райкам некоторые традиции своего искусства.
Скоморохи были носителями синтетических форм народного искусства, соединявших пение, игру на музыкальных инструментах, пляски, медвежью потеху, кукольные представления, выступления в масках, фокусы. Скоморохи были постоянными участниками народных празднеств, игрищ, гуляний, различных обрядов: свадебных, родильно-крестильных, похоронных. «Скоморохи сочетали в своём искусстве мастерство исполнения со злободневным репертуаром, который включал шуточные песни, драматические сценки — игрища, социальную сатиру — глумы, исполняемые в масках и „скоморошьем платье“ под аккомпанемент домры, сопели, волынки, сурны, бубна. Скоморохи непосредственно общались со зрителями, с уличной толпой, вовлекали в игру».
Скоморохи выступали на улицах и площадях, постоянно общались со зрителями, вовлекали их в своё представление.
В XVI—XVII веках скоморохи начали объединяться в «ватаги». Церковь и государство обвиняло их в совершении разбоев: «скоморохи, „совокупясь ватагами многими до 60, до 70 и до 100 человек“, по деревням у крестьян „едят и пьют сильно и из клетей животы грабят и по дорогам людей разбивают“». В то же время в устном поэтическом творчестве русского народа отсутствует образ скомороха-разбойника, грабящего простой народ.
В сочинении Адама Олеария, секретаря голштинского посольства, трижды в 1630-е годы побывавшего в Москве, встречается свидетельство о волне повальных обысков в домах москвичей на предмет выявления «бесовских гудебных сосудов» — музыкальных инструментов скоморохов — и их уничтожения.

В домах, особенно во время своих пиршеств, русские любят музыку. Но так как ею стали злоупотреблять, распевая под музыку в кабаках, корчмах и везде на улицах всякого рода срамные песни, то нынешний патриарх два года тому назад сперва строго воспретил существование таких кабачьих музыкантов и инструменты их, какие попадутся на улицах, приказывал тут же разбивать и уничтожать, а потом и вообще запретил русским всякого рода инструментальную музыку, приказав в домах везде отобрать музыкальные инструменты, которые и вывезены были… на пяти возах за Москву реку и там сожжены.
— Подробное описание путешествия Голштинского посольства в Московию… — М., 1870 — с. 344.
В 1648 и 1657 годах архиепископ Никон добился царских указов о полном запрещении скоморошества, в которых говорилось о битье батогами скоморохов и их слушателей, уничтожении скоморошьего инвентаря. После этого «профессиональные» скоморохи исчезли, но традиции скоморошества сохранились в традиционной культуре восточных славян, повлияли на сложение былинных сюжетов (Садко, Добрыня, переодетый скоморохом на свадьбе своей жены и др.), обычаев ряжения, народного театра («Царь Максимилиан»), свадебный и календарный фольклор.
В белорусском местечке Сморгонь была улица с названием Скоморошья (впоследствии Медведская), где проживали люди, носившие фамилию Скоморох.
Со временем скоморохи превратились в медвежатников, кукольников, ярмарочных увеселителей и балаганщиков.

## Репертуар и творчество
Репертуар скоморохов состоял из шуточных песен, пьесок, социальных сатир («глум»), исполняемых в масках и «скоморошьем платье» под аккомпанемент гудка, гуслей, жалейки, домры, волынки, бубна. За каждым персонажем был закреплён определённый характер и маска, которые не менялись годами.
В их творчестве была значительная доля сатиры, юмора, шутовства. Скоморохам приписывается участие в сложении былины «Вавило и скоморохи», баллад сатирического и комического характера (например, «Гость Терентище»), сказок, пословиц. Искусство скоморохов было связано с древним язычеством, проникнутое «мирским» духом, весёлое и озорное, с элементами «непристойности».
В ходе представления скоморох напрямую общался с публикой и нередко представлял сатирическими персонажами купцов, воевод, представителей церкви.
Кроме общественных праздников, свадеб и родин, скоморохов, как знатоков традиций, приглашали и на похороны.

Нет сомнения, что здесь скоморохи, несмотря на свой комический характер, осмеливались являться на грустные жальники по старой памяти о каком-то некогда всем понятном обряде поминок с плясками и играми. Нет сомнения, что и народ допускал их на могилы и не считал неприличным увлекаться их песнями и играми, по той же старой памяти.
— Беляев И. О скоморохах // Временник общества истории и древностей российских — М., 1854 Кн. 20

## Отношение церкви
Большинство церковных, а затем, под влиянием церкви, и государственных свидетельств проникнуты духом нетерпимости к народным увеселениям с песнями, плясками, шутками, душою которых нередко были скоморохи. Такие праздники назывались «скаредными», «бесовскими», «богомерзкими». В поучениях повторялись из века в век заимствованные из Византии, раздававшиеся там с первых веков христианства порицания и запрещения музыки, пения, плясок, переряживания в комические, сатирские или трагические лица, конных ристаний и иных народных увеселений, в Византии тесно связывавшихся с языческими преданиями, с языческими культами. Византийские взгляды переносились на русские обстоятельства, лишь некоторые выражения византийских подлинников иногда переиначивались, пропускались или пополнялись, соответственно условиям русской жизни.
Кирилл, митрополит Киевский (1243—1250) — в числе мытарств называет «плясание в пирах… и басни бающе сопели сатанинския». В «Слове некоего христолюбца и ревнителя по правой вере» (по рукописи XV века) называются игры бесовские на пирах (и свадьбах), игры же эти суть: плясьба, гудьба, песни, сопели, бубны. По словам «Устава людем о велицем посте» (из Дубенского сборника правил и поучений XVI века), «грех есть пир сотворити с плясанием и смехом в постныя дни». В «Домострое» (XVI век) говорится о трапезе, сопровождаемой звуками музыки, пляской и глумлением: «И аще начнут… смехотворение и всякое глумление или гусли, и всякое гудение, и плясание, и плескание, и всякие игры бесовские, тогда якож дым отгонит пчелы, також отыдут ангели Божия от тоя трапезы и смрадные бесы предстанут».
В царской грамоте 1648 приказывается, чтобы скоморохов с домрами, и с гуслями, и с волынками, и со всякими играми «в дом к себе не призывали». «Буде учнуть… мирские люди тех скоморохов (с гуслями, домрами, сурнами и волынками) и медвежьих поводчиков с медведями в домы своя пускати» («Память митрополита Ионы», 1657).

## Пословицы и поговорки
- Всяк спляшет, да не так, как скоморох.
- Не учи плясать, я сам скоморох.
- У всякого скомороха свои погудки.
- Скоморохова жена всегда весела.
- Скоморох голос на гудке настроит, а житья своего не устроит.
- И скоморох ину пору плачет.
- Скоморох попу не товарищ.
- Бог дал попа, чёрт — скомороха.

## В кинематографе
- Роль скомороха играл актер Ролан Быков в советском художественном фильме  «Андрей Рублёв» (1966), который поставил режиссёр Андрей Тарковский.